# Karsanti
Karsanti (arab. كرسنتي) – wieś w Syrii, w muhafazie Idlib. W 2004 roku liczyła 219 mieszkańców.